# Lijst van universiteiten in Zuid-Korea
Dit is een lijst van universiteiten in Zuid-Korea.
- Ajou Universiteit - Seoel
- Chung-Ang Universiteit - Seoel/Anseong
- Dankook Universiteit - Yongin/Cheonan
- Ewha Universiteit voor Vrouwen - Seoel
- Gwangju Instituut voor Wetenschap en Technologie - Gwangju
- Handong Global University - Pohang
- Hankuk Universiteit voor Buitenlandstudies - Seoel/Yongin
- Hanyang Universiteit - Seoel
- Inha Universiteit - Incheon
- KAIST - Deajeon
- Katholieke Universiteit van Korea - Seoel
- Konkuk Universiteit - Seoel/Chungju
- Kyung Hee Universiteit - Seoel/Suwon
- Nationale Universiteit van Busan - Busan
- Nationale Universiteit van Jeonbuk - Jeonju
- Nationale Universiteit van Kyungpook - Daegu
- Nationale Universiteit van Seoul (SNU) - Seoel
- Universiteit van Korea - Seoel
- Universiteit van Pohang voor Wetenschap en Technologie - Pohang
- Universiteit van Seoul - Seoel
- Universiteit van Suwon - Hwaseong
- Universiteit van Ulsan - Ulsan
- Sungkyunkwan Universiteit - Seoel
- Yonsei Universiteit - Seoel